# 46度暈
46度暈是一種很罕見的出現在太陽附近的暈。當太陽與水平線的夾角呈15-27°時，46度暈很容易與上側弧與下側弧混淆。
46度暈與22度暈相似，但更寬更淡。成因是陽光穿過六角形冰晶時， 晶體之間90°的夾角使得其色彩分佈比22度暈更為分散。

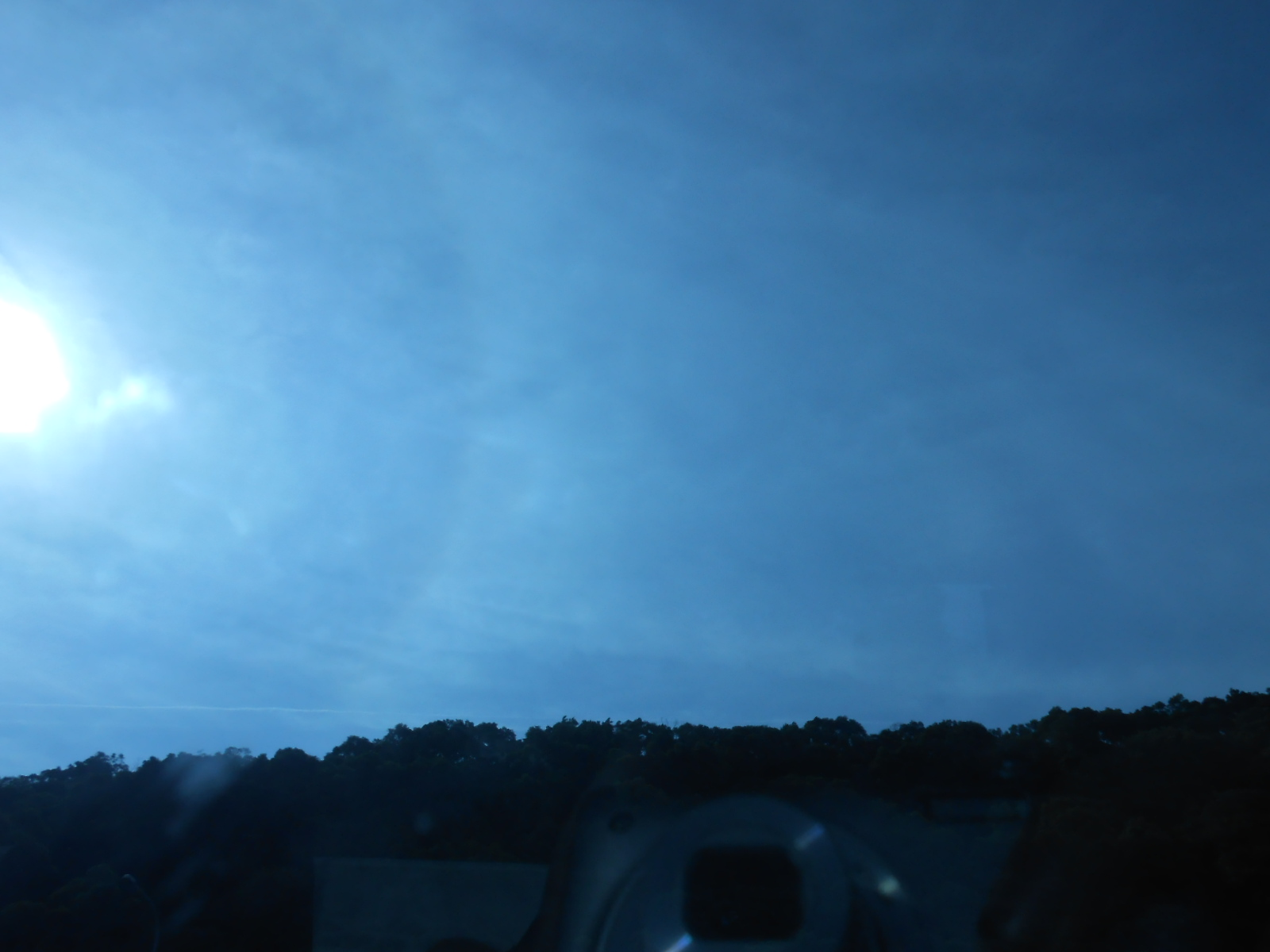
出現於台灣嘉義縣的46度暈

## 外部連結
- Atmospheric Optics - 46° Radius Halo（页面存档备份，存于） - including a HaloSim computer simulation and an Antarctica fish eye photo.